# Консолидированная финансовая отчётность
           Консолиди́рованная фина́нсовая отчётность — финансовая отчётность группы взаимосвязанных организаций, рассматриваемых как единое целое.
           Характеризует имущественное и финансовое положение группы на отчётную дату, а также финансовые результаты её деятельности за отчётный период.
           Характерная особенность консолидированной отчётности группы — активы, обязательства, доходы и расходы юридических лиц,  объединяют в отдельную систему финансовых отчётов. Впервые консолидированная отчётность появилась в 1903 году и сейчас её составляют практически все холдинги и группы компаний. Консолидированная финансовая отчётность состоит из консолидированного бухгалтерского баланса, отчёта о финансовых результатах, отчёта об изменении капитала, отчёта о движении денежных средств, а также примечаний к ним.
Существует ряд методик проведения консолидации, которые предусматривают сбор и обработку большого объёма информации. Выбор методики проведения консолидации зависит от доли владения компанией (дочерняя, ассоциированная, или же в компании просто вложены инвестиции, не дающие контроля), и от характера группы компаний (между компаниями существуют инвестиционные или договорные отношения, или ими владеет одно лицо или группа лиц). Выбранная методика, в свою очередь, определяет суть, количество и характер консолидационных процедур. Процедура консолидации финансовых отчётов состоит из трёх основных процессов: подготовки отчётности каждым отдельным предприятием группы, проведения корректировок и составления собственно консолидированной отчётности.

## История
Венецианские купцы вместе с сыновьями и партнёрами, имевшие торговые дома по всей Италии для эффективного управления бизнесом, составляли нечто подобное современной консолидированной отчётности. Именно тогда возникла потребность в составлении отчётности, которая охватывала бы несколько предприятий.
Толчком для составления первой консолидированной финансовой отчётности в США послужила промышленная революция. Именно в США была впервые официально опубликована такая отчётность. Сейчас принято первой консолидированной отчётностью считать отчётность за 1902 год американской компании «United States Steel Company», которая была опубликована 12 марта 1903 года. К этой отчётности прилагалось подтверждение аудиторской компании «Price Waterhouse». Тогда была сконсолидирована отчётность шести компаний. Создателями первой официальной консолидированной отчётности были Артур Дикинсон, представитель аудиторской фирмы «Price Waterhouse», и главный бухгалтер «United States Steel» В. Филберт. Они разработали технику консолидации, используя концепцию экономического единства взаимодействующих компаний.
В европейских странах консолидированная отчётность стала составляться позже. Возникновение и развитие холдингов происходило крайне медленно и не столь обширно как в США.
Великобритания стала одной из первой европейских стран, реализовавших идею консолидации. В 1922 году специалисты компании «Nobel Industries Ltd» подготовили первую консолидированную отчётность в стране. Хотя в законодательстве первое упоминание о консолидированной финансовой отчётности относится к 1947 году. Первая книга, посвящённая вопросам составления консолидированной отчётности появилась в 1923 году, её автором был Гильберт Гарнзей. А уже в 1939 году Лондонская фондовая биржа стала требовать представления консолидированной отчётности.
В Голландии появление первой консолидированной отчётности датируется 1926 годом. В Германии в 1960 году на законодательном уровне появилось требование составлять такую отчётность по всем филиалам компаний, которые действуют в стране. А в 1990 году действие этого закона было распространено и на зарубежные филиалы и дочерние компании.
Во Франции только с 1985 года стало обязательным составление консолидированной отчётности компаний, ценные бумаги которых котируются на бирже. В других европейских странах первые попытки составления консолидированной отчётности также относятся к 1980-м годам.
В Японии только в 1977 году Министерством финансов было принято «Положение о консолидированной бухгалтерской отчётности».
В СССР консолидированная отчётность как таковая не составлялась. Первое упоминание о ней встречается 1930 году в классификации балансов Николая Блатова. Потребность в составлении консолидированной отчётности в России возникала вместе с процессом создания холдингов, формирование которых было связано с перестройкой экономики и приватизацией государственных предприятий. К середине 90-х годов холдинги создавалась путём разделения крупных предприятий на несколько более мелких, а также выделением из их состава юридически самостоятельных предприятий. Другая часть формировалась путём объединения юридически самостоятельных предприятий в одно. И только в 1996 году в России на законодательном уровне были утверждены «Методические рекомендации по составлению и представлению сводной бухгалтерской отчётности».

## Предоставление консолидированной отчётности и раскрытие информации
Материнская компания в большинстве случаев обязана предоставлять консолидированную отчётность акционерам и различным государственным органам. Исключением может быть случай, когда материнская компания сама является дочерним предприятием, находящимся в полной собственности другого предприятия.
В консолидированной финансовой отчётности обычно раскрывается  следующая информация:
- характер отношений между материнским и дочерним предприятиями;
- причины по которым инвестор, имеющий половину или даже большее количество акций компании, в которую была произведена инвестиция, не имеет контроля над ней;
- дата окончания отчётного периода, на которую дочернее предприятие готовит свою финансовую отчётность; если даты составления отчётности не совпадают — причины использования различных дат или периодов;
- характер и степень каких-либо существенных ограничений, касающиеся дочерних предприятий;
- случаи утери контроля над дочерним предприятием[15].

## Методики проведения консолидации
Методики консолидации предусматривают сбор и обработку большого объёма информации. Выбор методики проведения консолидации зависит от доли владения компанией (дочерняя, ассоциированная, или же в компанию просто вложены инвестиции, не дающие контроля), и от характера группы компаний (между компаниями существуют инвестиционные или договорные отношения, или ими владеет одно лицо или группа лиц). Выбранная методика, в свою очередь, определяет суть, количество и характер консолидационных процедур.
|                                  | Характер инвестиции                                                       | Характер инвестиции            | Характер инвестиции  |
| Дочерняя компания (50 % и более) | Ассоциированная компания (20 % — 49%)                                     | Прочие инвестиции(менее 20 %)  |                      |
| -------------------------------- | ------------------------------------------------------------------------- | ------------------------------ | -------------------- |
| Метод консолидации               | Метод приобретения                                                        | Метод долевого участия         | Запись операций      |
| Влияние на продажи               | Элиминируются внутригрупповые продажи                                     | Отсутствует                    | Отсутствует          |
| Влияние на прибыль группы        | Прибыли дочерних компаний включаются с корректировкой на долю меньшинства | Доля нераспределённых прибылей | Полученные дивиденды |
| Влияние на баланс группы         | Включаются все активы и обязательства                                     | Доля нераспределённых прибылей | Отсутствует          |
| Доля меньшинства                 | Если владение дочерней компанией меньше 100 %                             | Отсутствует                    | Отсутствует          |

В целом, процедура консолидации финансовых отчётов состоит из следующих этапов:
- составления отчётов всеми предприятиями — участниками группы;
- при необходимости — осуществления соответствующих корректировок в процессе консолидации;
- подготовки и представления консолидированных отчётов[3].

### Метод приобретения
Метод приобретения — это метод проведения консолидации, при котором подразумевается такая форма объединения компаний, при которой одна из компаний имеет контроль над другими, то есть одна компания по сути является материнской а другая дочерней. При подготовке консолидированной отчётности этим методом необходимо чётко определить структуру группы и идентифицировать материнскую и дочерние компании; также необходимо, чтобы учётные политики материнской и дочерних предприятий были сходны во всех значимых вопросах.
Метод предполагает суммирование данных по одноимённым статьям бухгалтерского баланса и отчёта о прибылях и убытках материнской и дочерних предприятий, и полное исключение внутригрупповых операций между ними:
- отображается гудвилл➤;
- взаимоисключаются балансовая стоимость инвестиции материнского предприятия в каждое дочернее предприятие и принадлежащая материнскому предприятию доля в капитале каждого дочернего предприятия➤;
- исключаются прочие внутригрупповые остатки, операции, доходы и расходы➤;
- определяются неконтролирующие доли в прибылях или убытках консолидируемых дочерних предприятий за отчётный период➤[19][15].

### Метод пропорциональной консолидации
Одним из специфических методов проведения консолидации является создание совместных компаний или, что более характерно для российских реалий, заключение договора о совместной деятельности. Такой метод консолидации применим, если между объединёнными фирмами есть договор, где чётко прописаны права и обязанности каждой из объединённых компаний. Для целей учёта и составления отчётности выделяют следующие три основных вида совместной деятельности:
- совместно контролируемые операции;
- совместно контролируемые активы;
- совместно контролируемые компании[20][22][23].

#### Совместно контролируемые операции
Такая форма совместной компании возникает в том случае, когда используются активы и прочие ресурсы участников совместной компании без учреждения какой-либо обособленной финансовой структуры. Примером совместно контролируемой операции является соглашение, по которому двое или более участников совместного предпринимательства объединяют свои действия, ресурсы и знания для совместного производства, продвижения на рынке и сбыта продукции. Каждый из участников совместного предпринимательства использует свои собственные основные средства и имеет собственные запасы. Каждый из участников также несёт собственные расходы и принимает на себя обязательства, самостоятельно привлекает финансирование, предполагающее его собственную ответственность.
В отношении своих долей в совместно контролируемых операциях участник совместного предпринимательства должен признавать в своей финансовой отчётности:
- активы, которые он контролирует, и принятые на себя обязательства;
- расходы, которые он несёт, и долю доходов, которую он получает от продажи товаров или услуг, произведённых в рамках совместного предпринимательства[22].

Поскольку активы, обязательства, доходы и расходы признаются в финансовой отчётности участника совместного предпринимательства, то при представлении им консолидированной финансовой отчётности не требуется никаких корректировок или консолидационных процедур в отношении этих статей.

#### Совместно контролируемые активы
Некоторые виды совместного предпринимательства предполагают совместный контроль или совместное владение активами в целях совместной деятельности. Такой вид совместного предпринимательства не предполагает учреждения предприятия, отдельного от самих его участников. Каждый участник совместного предпринимательства получает контроль над своей частью будущих экономических выгод через свою долю в совместно контролируемом активе. Каждый из участников совместного предпринимательства может забрать часть продукции, произведённой с использованием активов, и каждый несёт предусмотренную договорным соглашением долю возникших расходов.
Примером такой деятельности могут быть совместно контролируемые активы в нефтегазовом комплексе. Например, несколько нефтедобывающих компаний могут совместно контролировать и эксплуатировать нефтепровод. Каждый из участников совместного предпринимательства использует трубопровод для транспортировки собственного продукта, и в обмен за это он несёт оговорённую часть расходов по эксплуатации нефтепровода.
В отношении своей доли участия в совместно контролируемых активах участник совместного предпринимательства должен признать в своей финансовой отчётности:
- свою долю совместно контролируемых активов и долю обязательств;
- свою долю доходов от продаж, а также свою долю понесённых расходов;
- любые расходы, понесённые им в связи с имеющейся у него долей участия в данном совместном предпринимательстве[22][24].

Поскольку активы, обязательства, доходы и расходы признаются в финансовой отчётности участника совместного предпринимательства, то при представлении им консолидированной финансовой отчётности не требуется никаких дополнительных корректировок или консолидационных процедур в отношении этих статей.

#### Совместно контролируемое предприятие
Совместно контролируемое предприятие — это вид совместного предпринимательства, который предполагает создание корпорации, товарищества или другого предприятия, в котором каждый участник совместного предпринимательства имеет свою долю участия. Такое предприятие работает аналогично другим предприятиям, за исключением того, что договорное соглашение между участниками совместного предпринимательства устанавливает совместный контроль над его хозяйственной деятельностью.
Совместно контролируемое предприятие контролирует свои активы, принимает на себя обязательства, несёт расходы и получает прибыль. Оно может от своего имени заключать договоры и привлекать финансирование для нужд совместного предпринимательства. Совместно контролируемое предприятие самостоятельно ведёт учёт и представляет финансовую отчётность. Каждый из участников совместного предпринимательства имеет право на часть прибыли совместно контролируемого предприятия или, как вариант, продукции, произведённой в рамках совместной деятельности.
Типичным примером совместно контролируемого предприятия является случай, когда два предприятия объединяют свои действия в определённой сфере бизнеса посредством передачи в совместно контролируемое предприятие соответствующих активов и обязательств.
Пропорциональная консолидация совместно контролируемого предприятия происходит следующим образом: доля инвестора в активах, обязательствах, доходах и расходах по совместно контролируемой деятельности объединяется построчно с аналогичными статьями в финансовых отчётах предпринимателя, либо показывается отдельными строками в его отчётах. Но с 2011 года Комитет по МСФО отменил пропорциональную консолидацию для совместных предприятий. Для совместных предприятий сейчас следует применять метод долевого участия, с соответственными консолидирующими процедурами.

### Метод долевого участия
Метод долевого участия (англ. equity method) — метод составления консолидированной финансовой отчётности, посредством которого доля участия в ассоциированном предприятии первоначально признаётся по фактической стоимости, а затем корректируется на возникшее после приобретения изменение доли участника совместного предпринимательства в чистых активах совместно контролируемого предприятия. Этот метод применим исключительно для консолидации с ассоциированными компаниями.
Если инвестор является учредителем ассоциированного предприятия тогда гудвилл не рассчитывается, а если акционер вошёл в капитал ассоциированной компании позже — рассчитывается.
Этот метод можно описать следующим примером: первоначальная стоимость инвестиции в ассоциированную компанию была равна 500 руб., что составляло 20 % участия в капитале, а за отчётный период ассоциированная компания получила прибыль в размере 1000 руб., так что стоимость инвестиции в балансе будет отражена в размере: 500 + 20 % * 1 000 = 700 руб., а в отчёте о прибылях и убытках будет отражена статья Доход, учтённый методом долевого участия — 20 % * 1 000 = 200 руб.

### Комбинированная отчётность
Комбинированная отчётность предполагает создание групповой отчётности любых произвольно сгруппированных компаний, зачастую сгруппированные компании принадлежат одному инвестору или группе инвесторов. На практике распространена ситуация, когда несколько компаний фактически контролируются одним собственником, но юридически они не связаны между собой. Международные стандарты напрямую не позволяют выпустить финансовую отчётность группы, в которой нет четко определённой материнской компании. Как раз решением такой проблемы может стать подготовка комбинированной финансовой отчётности.
На начальном этапе создания комбинированной отчётности формируются пакеты отчётности по каждой компании отдельно, а далее соответствующие показатели подразделений складываются; затем полностью исключаются внутригрупповые операции и остатки, нереализованные внутригрупповые прибыли и убытки. Основным отличием комбинированной отчётности от консолидированной отчётности, составленной по методу приобретения, является то, что в последней показывается капитал только материнской компании, когда в комбинированной капиталы компаний складываются, так как между ними нет отношений «мама — дочка» и они просто принадлежат одному лицу либо группе лиц.
Методика составления комбинированной отчётности не является предметом регулирования МСФО, так как нет стандарта, который прямо регулировал бы составление такой отчётности. Однако, комбинированная отчётность может вполне удовлетворять требованиям как МСФО, так других концепций и ныне действующих принципов составления финансовой отчётности.

### Метод объединения интересов
Метод объединения интересов (англ. pooling of interests) — метод проведения консолидации, который применялся в случаях когда несколько акционеров или несколько групп акционеров становились владельцами нового юридического лица с одинаковым размером капитала или проводили обмен акциями таким образом, что все стороны обмена имели равные суммы капитала. Таким образом ни одна из компаний не могла быть определена как материнская компания, и акционеры объединившихся компаний осуществляли общий контроль над их активами и операциями.
Сам метод практически не отличается от метода подготовки комбинированной отчётности, кроме того, что несколько акционеров или несколько групп акционеров, а не один-единственный акционер или группа акционеров, создают комбинированную отчётность.
С марта 2005 года, когда вступил в силу новый стандарт МСФО (IFRS) 3 «Объединение бизнеса», произошли изменения, направленные на сближение международных стандартов с US GAAP. В новом стандарте метод объединения интересов запрещён.
Существует две наиболее распространённые схемы объединения интересов:
- присоединение к головному предприятию — в этом случае две компании создают новую компанию и становятся её акционерами с равным уровнем участия в капитале;
- обмен акциями — две или больше компаний обменивают принадлежащие им акции на акции других предприятий таким образом, что уровень участия в капитале становится равным[33].

## Консолидационные процедуры

#### Расчёт гудвилла
При приобретении инвестиций может существовать разница между себестоимостью инвестиций и чистой справедливой стоимостью активов и обязательств ассоциированного предприятия. Такая разница называется гудвилл. Гудвилл равен покупной стоимости компании минус справедливая рыночная стоимость чистых активов и обязательств. Положительный гудвилл в консолидированной отчётности отдельной строкой обычно не выделяется, а отображается в составе нематериальных активов, а отрицательный гудвилл сразу списывается на прибыли и убытки.
Существует два метода расчёта гудвилла — пропорциональный и полный. Полный метод, в отличие от пропорционального метода, отражает гудвилл, относящийся к дочерней компании в целом, то есть гудвилл как контролирующего акционера так и неконтролирующего.
Пропорциональный метод учитывает только гудвилл, приходящийся на контролирующего акционера. Упрощённым образом этот метод расчета гудвилла можно представить в виде следующей формулы:
Гудвилл = сумма инвестиции — сумма чистых активов дочерней компании * процент владения.
Полный метод расчёта гудвилла предполагает сравнение справедливой стоимости дочерней компании со всей суммой её чистых активов, а не только её частью, приходящейся на долю контролирующего акционера. Упрощённым образом этот метод расчета гудвилла можно представить в виде следующей формулы:
Гудвилл = (инвестиция контролирующего акционера + ДНА) — чистые активы дочерней компании.

#### Элиминирование внутригрупповых остатков, операций, доходов и расходов
Внутригрупповые операции — это операции между материнским предприятием и дочерними предприятиями одной группы. Примерами внутригрупповых операций являются: реализация товаров, передача основных средств, предоставление кредитов, выплата дивидендов и так далее. Следствием внутригрупповых операций могут быть внутригрупповые остатки по расчетам и нереализованные прибыли и убытки.
| | А   | B    | C    | ... |
| --- | --- | ---- | ---- | --- |
| А | X   | —100 | —200 | ... |
| B | 100 | X    | —150 | ... |
| C | 200 | 150  | X    | ... |
| ... | ... | ...  | ...  | X   |
| По горизонтали можно отобразить дебиторскую задолженность каждой отдельной компании перед другими компаниями группы, а по вертикали — кредиторскую. |     |      |      |     |

Внутригрупповые остатки по расчетам — суммы дебиторской и кредиторской задолженности и обязательств на дату баланса, которые образовались вследствие внутригрупповых операций. При составлении консолидированной отчётности внутригрупповые остатки (задолженность) должны быть полностью элиминированы (исключены). Для этого обычно проводят сопоставление сумм взаимозадолженностей. Например дебиторской задолженности компании A перед компанией В с кредиторской задолженностью компании B перед компанией A. Для сверки внутригрупповых остатков можно использовать матрицу.
Нереализованная прибыль и убытки от внутригрупповых операций — это прибыли и убытки, которые возникают вследствие внутригрупповых операций и включаются в балансовую стоимость активов предприятия.
Компании А и В входят в одну группу. Компания А реализовала товар компании В за 100 руб., при этом закупочная цена этого товара составила 90 руб. Таким образом Компания А показала в отчётности прибыль от сделки в сумме 10 руб., при этом на конец периода данный товар не реализован компанией В на сторону, а продолжает числиться на складе — на сумму 100 руб.
По сути никакой прибыли внутри группы не получено, а стоимость товара на складе составит 90 руб. А доход должен быть исключён при консолидации, поскольку он является перемещением ресурсов с одного предприятия группы на другое и не изменяет консолидированной суммы чистых активов группы. Таким образом в консолидированной отчётности стоимость запасов и сумма прибыли должна быть уменьшена на 10 руб. — это и есть сумма нереализованной прибыли от внутригрупповой операции.

#### Определение доли меньшинства
Доля меньшинства — доля дочернего общества в уставном капитале компании, принадлежащая миноритарным акционерам, и не обеспечивающая владельцам этой доли контроля над деятельностью дочернего общества. Долю меньшинства составляет та часть чистых результатов деятельности и чистых активов дочерней компании, которая приходится на долю, которой материнская компания не владеет прямо или косвенно через дочерние компании. 
В консолидированном бухгалтерском балансе доля меньшинства должна быть представлена отдельно от обязательств и акционерного капитала. При проведении консолидации, когда присутствует доля меньшинства, необходимо учесть следующие моменты:
- при элиминировании инвестиций в дочернюю компанию исключается не весь уставный капитал дочерней организации, а только та его часть, которая принадлежит материнской компании;
- в консолидированном балансе в разделе капитала необходимо ввести строку «Доля меньшинства», в которой указывается доля в активах, прибылях и убытках дочерней компании, которая не принадлежит материнской ни напрямую, ни косвенно через другие компании;
- в консолидированном отчёте о прибылях и убытках необходимо ввести строку «Доля меньшинства», в которой указывается доля меньшинства в прибыли или убытке дочерней организации[41][44].

## Регулирование

### МСФО
В действующей системе Международных стандартов финансовой отчётности принципы консолидации описываются в стандартах:
- IAS 27 «Консолидированная и отдельная финансовая отчётность» (англ. Consolidated and Separate Financial Statements)[45]. IAS 27 определяет порядок составления консолидированной отчётности группы предприятий, находящихся под контролем материнского предприятия[46]. Последняя редакция стандарта действует с 01.07.2009.
- IFRS 3 «Объединения бизнеса» (англ. Business Combinations)[47]. IFRS 3 заменил IAS 22 «Объединение компаний» (англ. Accounting for Business Combinations) с 31 марта 2004 года[48]. Последняя редакция стандарта действует с 01.07.2009. Стандарт был утверждён 11 членами СМСФО. Цель стандарта состоит в определении содержания финансовой отчётности организации при осуществлении ею объединения компаний. Стандарт регламентирует учёт объединения компаний методом приобретения➤. Стандарт не применяется к совместным предприятиям, приобретению активов, объединению предприятий под общим контролем физических лиц[49][50].
- IAS 28 «Инвестиции в ассоциированные компании» (англ. Investments in Associates)[51]. IAS 28 применяться при учёте инвестиций в ассоциированные предприятия[52]. Последняя редакция действует с 31.12.2008 года[49].
- IAS 31 «Участие в совместном предпринимательстве» (англ. Financial Reporting of Interests in Joint Ventures)[53]. IAS 31 применяется при отражении в учёте долей участия в совместном предпринимательстве и при составлении в финансовой отчётности участников совместного предпринимательства и инвесторов[54]. Последняя редакция действует с 31.12.2008 года[49][5].

#### Аналоги стандартов МСФО в USGAAPиРСБУ
| МСФО | US GAAP | РСБУ |
| --- | --- | --- |
| - IAS 27 «Консолидированная и отдельная финансовая отчётность» (англ. Consolidated and Separate Financial Statements). | - FAS 94 «Консолидация всех дочерних предприятий» (англ. Consolidation of All Majority-owned Subsidiaries), октябрь 1987. | - «Положение о консолидированной отчётности» (утв. Банком России 30.07.2002 № 191-П) (ред. от 09.07.2007) (Зарегистрировано в Минюсте РФ 11.10.2002 № 3857) - Приказ Минфина РФ от 18.01.1996 № 5 «О сводной бухгалтерской отчётности организаций за 1995 год» (вместе с «Указаниями по составлению федеральными министерствами и другими федеральными органами исполнительной власти Российской Федерации сводной годовой бухгалтерской отчётности за 1995 год») |
| - IFRS 3 «Объединения бизнеса» (англ. Business Combinations).                                                          | - FAS 141 «Объединения бизнеса» (англ. Business Combinations), июнь 2001; - APB Opinion No. 16 «Объединения бизнеса» (англ. Business Combinations). | ↑ Аналогично предыдущему. |
| IAS 28 «Инвестиции в ассоциированные компании» (англ. Investments in Associates).                                      | - ARB-43 части 1A, 2A, Исследовательский бюллетень учёта «Сравнительные финансовые отчёты» (англ. Rules Adopted by Membership. Comparative Financial Statements); - ARB-51 Исследовательский бюллетень учёта «Консолидированная финансовая отчётность» (англ. Consolidated Financial Statements); - APB-18 Бюллетень о мнениях по учёту «Метод долевого участия для инвестиций в акционерный капитал» (англ. The Equity Method of Accounting for Investments in Common Stock); - FAS 58 Капитализация затрат по займам в финансовой отчётности, включая инвестиции, учтённые по методу долевого участия в капитале (англ. Capitalization of Interest Cost in Financial Statements That Include Investments Accounted by the Equity Method), апрель 1982. | - Приказ Минфина РФ от 30.12.1996 года № 112 «О методических рекомендациях по составлению и предоставлению сводной бухгалтерской отчётности» (ред. от 12.05.1999); - Приказ Минфина РФ от 11 августа 1999 года № 53н «Об утверждении Указаний по отражению в бухгалтерском учёте и отчётности операций при исполнении соглашений о разделе продукции». |
| - IAS 31 «Участие в совместном предпринимательстве» (англ. Financial Reporting of Interests in Joint Ventures).        | ↑ Аналогично предыдущему. | - ПБУ 20/03 «Информация об участии в совместной деятельности», утверждённое приказом Минфина России от 24.11.2003 № 105. |

### US GAAP
В системе US GAAP принципы консолидации описываются в стандартах:
- FAS 94 «Консолидация всех дочерних предприятий» (англ. Consolidation of All Majority-owned Subsidiaries), октябрь 1987;
- FAS 141 «Объединения бизнеса» (англ. Business Combinations), июнь 2001;
- APB Opinion No. 16 «Объединения бизнеса» (англ. Business Combinations);
- ARB-43 части 1A, 2A, Исследовательский бюллетень учёта «Сравнительные финансовые отчёты» (англ. Rules Adopted by Membership. Comparative Financial Statements);
- ARB-51 Исследовательский бюллетень учёта «Консолидированная финансовая отчётность» (англ. Consolidated Financial Statements);
- APB-18 Бюллетень о мнениях по учёту «Метод долевого участия для инвестиций в акционерный капитал» (англ. The Equity Method of Accounting for Investments in Common Stock);
- FAS 58 Капитализация затрат по займам в финансовой отчётности, включая инвестиции, учтённые по методу долевого участия в капитале (англ. Capitalization of Interest Cost in Financial Statements That Include Investments Accounted by the Equity Method), апрель 1982[58].

### Российские стандарты бухгалтерского учёта
С 20 декабря 2011 года Приказом Министерства финансов Российской Федерации от 25 ноября 2011 года, № 160н «О введении в действие Международных стандартов финансовой отчётности и Разъяснений Международных стандартов финансовой отчётности на территории Российской Федерации» на территории России были приняты и введены в действие Международные стандарты финансовой отчётности. В письме Минфина России от 12.12.2011 года № 07-02-06/240 «Об официальном опубликовании документов международных стандартов финансовой отчётности» была озвучена рекомендация при составлении консолидированной отчётности использовать МСФО.
В системе российского законодательства также существуют следующие нормативно правовые документы, регулирующие процесс составления консолидированной отчётности:
- Федеральный закон «О консолидированной финансовой отчётности» от 27.07.2010 № 208-ФЗ, принят Государственной Думой Федерального Собрания Российской Федерации и введён в действие с 10.09.2010[61][62];
- ПБУ 20/03 «Информация об участии в совместной деятельности», утверждённое приказом Минфина России от 24.11.2003 № 105 (разработан на основе МСФО 31)[63];
- Приказ Минфина РФ от 30.12.1996 года № 112 «О методических рекомендациях по составлению и предоставлению сводной бухгалтерской отчётности» (ред. от 12.05.1999,ред. 24.12.2010);
- Приказ Минфина РФ от 18.01.1996 года № 5 «О сводной бухгалтерской отчётности организаций за 1995 год» (вместе с «Указаниями по составлению федеральными министерствами и другими федеральными органами исполнительной власти Российской Федерации сводной годовой бухгалтерской отчётности за 1995 год»);
- Приказ Минфина РФ от 11 августа 1999 года № 53н «Об утверждении Указаний по отражению в бухгалтерском учёте и отчётности операций при исполнении соглашений о разделе продукции».

В 2012 году вступил в силу Федеральный закон РФ от 16 ноября 2011 года No 321-ФЗ «О внесении изменений в части первую и вторую Налогового кодекса РФ в связи с созданием консолидированной группы налогоплательщиков», который ввел в действие главу 3.1 Налогового кодекса РФ «Консолидированная группа налогоплательщиков». В соответствии с указанной главой Налогового кодекса РФ с 1 января 2012 года организации, удовлетворяющие определённым в Налоговом кодексе РФ критериям, могут создавать добровольные объединения налогоплательщиков налога на прибыль в целях исчисления и уплаты налога на прибыль организаций с учётом совокупного финансового результата хозяйственной деятельности указанных организаций. С момента вхождения в состав консолидированной группы налогоплательщиков (КГН) у организаций меняется порядок исчисления и уплаты налога на прибыль.

### Украинские стандарты бухгалтерского учёта
По украинскому законодательству предприятия, имеющие дочерние предприятия, кроме финансовых отчётов о собственных хозяйственных операциях, обязаны составлять и подавать консолидированную финансовую отчётность. Консолидированную финансовую отчётность подает материнское предприятие.
Консолидированная финансовая отчётность составляется путём упорядоченного прибавления показателей финансовой отчётности дочерних предприятий к аналогичным показателям финансовой отчётности материнского предприятия.
| Форма отчётности                           | Строка | Примечание |
| ------------------------------------------ | --- | --- |
| Бухгалтерский баланс                       | «Гудвилл при консолидации» | Для отражения гудвилла. |
| Бухгалтерский баланс                       | «Накопленная курсовая разница» | Для отражения курсовых разниц, возникающих при пересчете показателей финансовой отчётности дочерних предприятий в денежную единицу Украины. |
| Бухгалтерский баланс                       | «Доля меньшинства» | Для отражения доли меньшинства в прибыли или убытке. |
| Отчёт о финансовых результатах             | «Доля меньшинства» | Для отражения доли меньшинства в прибыли или убытке. |
| Отчёт о движении денежных средств          | | Составляется на основании консолидированного баланса. |
| Примечания к годовой финансовой отчётности | - Перечень дочерних предприятий с указанием названия, страны регистрации и местонахождения, доли в капитале, доли в распределении голосов; - характер отношений между материнским и дочерними предприятиями, если материнское предприятие не владеет в дочернем предприятии более чем половиной голосов; - статьи консолидированной финансовой отчётности, к которым применялась разная учётная политика. | - Перечень дочерних предприятий с указанием названия, страны регистрации и местонахождения, доли в капитале, доли в распределении голосов; - характер отношений между материнским и дочерними предприятиями, если материнское предприятие не владеет в дочернем предприятии более чем половиной голосов; - статьи консолидированной финансовой отчётности, к которым применялась разная учётная политика. |

Составление консолидированной отчётности на Украине регламентирует следующая законодательная база:
- Порядок № 419, «Порядок представления финансовой отчётности», утверждённый постановлением Кабинетом министров Украины от 28.02.2000 года;
- Порядок № 61, «Порядок ведения консолидированного бухгалтерского учёта промышленно-финансовыми группами», утверждённый приказом Министерства финансов Украины от 24.03.2000 года;
- Приказ № 37, Приказ Минфина Украины от 24.02.2000 года «Вопросы составления финансовой отчётности»;
- ПБУ-1 Положение (стандарт) бухгалтерского учёта 1 «Общие требования к финансовой отчётности», утверждённое приказом Минфина Украины от 31.03.99 года № 87, зарегистрированное в Министерстве юстиции Украины 21.06.99 года № 391/3684[65];
- ПБУ-5 Положение (стандарт) бухгалтерского учёта 5 «Отчет о собственном капитале», утверждённое приказом Минфина Украины от 31.03.99 года № 87, зарегистрированное в Минюсте Украины 21.06.99 года № 399/3692, с изменениями и дополнениями[66];
- ПБУ-12 Положение (стандарт) бухгалтерского учёта 12 «Финансовые инвестиции», утверждённое приказом Минфина Украины от 26.04.2000 года № 91, зарегистрированное в Минюсте Украины 17.05.2000 года № 284/4505, с изменениями и дополнениями[67];
- ПБУ-19 Положение (стандарт) бухгалтерского учёта 19 «Объединение предприятий», утверждённое приказом Минфина Украины от 07.07.99 года № 163, зарегистрированное в Минюсте Украины 23.07.99 года № 499/3792, с изменениями и дополнениями[68];
- ПБУ-20 Положение (стандарт) бухгалтерского учёта 20 «Консолидированная финансовая отчётность», утверждённое приказом Минфина Украины от 30.07.99 года № 176, зарегистрированное в Минюсте Украины 12.08.99 года № 553/3846, с изменениями и дополнениями[69];
- Инструкция № 291 Инструкция о применении плана счетов бухгалтерского учёта активов, капитала, обязательств и хозяйственных операций предприятий и организаций, утверждённая приказом Минфина Украины от 30.11.99 года № 291, зарегистрированная в Минюсте Украины 21.12.99 года № 893/4186[33][70].